# 面会交流
面会交流（めんかいこうりゅう）は、離婚後に子供を養育・監護していない方の親によって行われる子供との面会および交流のことである。これを実施する権利を面会交流権という。現在では、2011年（平成23年）の民法改正により民法766条に明文化されている。
たいていの国では、国連の委員会による子どもの権利条約が批准された後では、面会を意味するaccessという言葉は、contact（交流すること）という言葉に置き換えられている。子供が健全に発育するためには両親の協力が不可欠であり、国連の子どもの権利委員会は、用語を「養育権」や「面会権」から、「共に暮らすこと」、「交流を保つこと」に変更するよう提唱している。
ジュディス・ウォーラースタインの研究以後明らかになったのは、離婚に際して父親と母親の争いの中で、子供の養育権をその片方にのみ与えると、子供と非同居親との親子関係はいずれ切れてしまい、子供の精神的な予後が悪いものとなることであるとの主張および研究結果が発表される一方で、母子家庭の貧困などの要素を統計分析に取り込むと、子供が片方の親との交流を失うことで予後に悪影響が見られるとの主張は当てはまらないとの主張も存在する。たいていの国において面会access から交流contact への置き換えが行われたのは、こうしたことを踏まえた家族法における実質的な変更を反映するものである。
近年、アメリカ合衆国では、「親子の時間 Parenting time」と言われることが多くなっている。英国では「親の義務 Parental responsibility」という言葉が使われることが多くなっている。
日本では、婚姻に関し民法に規定があるが、2011年（平成23年）の民法改正までは、民法その他の法律上、面会交流権について直接規定されていなかった。しかし、実務上は、民法766条に基づいて、子の監護に関する事項のひとつとして考えられ、家事審判法9条1項乙類4号に分類されてきた。面会交流は法律的に明文化されておらず拒否しても刑罰はない。
その後、2011年（平成23年）の民法改正により民法766条に面会交流は明文化された。